# Intetics Inc.
Intetics Inc. ist ein amerikanisches Technologieunternehmen, das seinen Hauptsitz in Naples, Florida hat und über mehrere Niederlassungen in den USA, Europa und Lateinamerika verfügt.

## Geschichte
Intetics Inc. wurde 1995 von Boris Kontsevoi in Weißrussland gegründet. Damals wurde die Firma unter dem Namen „Client-Server Programs“ betrieben. 1996 trat das Unternehmen dem Certified Solution Provider-Programm von Microsoft bei. 2003 zog das Unternehmen nach Chicago, Illinois. Im Jahr 2008 wurde das Unternehmen erstmals in die Inc. 5000 aufgenommen und ist seitdem acht weitere Male auf der Inc. 5000-Liste erschienen. 2012 eröffnete Intetics ein Entwicklungszentrum in Kiew.
Der Hauptsitz von Intetics wurde 2016 von Illinois nach Naples, Florida verlegt. Seit 2016 ist Intetics regelmäßiger Förderer von Wikipedia und der Wikimedia Foundation.
Im Jahr 2018 wurde Intetics Standard Consulting-Partner der Amazon Web Services. Im Jahr 2020 eröffnete Intetics eine Repräsentanz in Raleigh, North Carolina, und das Team wuchs im Jahr 2023 auf 1.100 Mitarbeiter.